# ナッシュビルの歴史
本項では、ナッシュビルの歴史 (ナッシュビルのれきし、History of Nashville, Tennessee)について記述する。ナッシュビルはアメリカ合衆国テネシー州の州都である。

## 初期の歴史
西暦1000年から1400年頃、ミシシッピ文化期のネイティヴ・アメリカンが最初の住民とされる。トウモロコシを栽培し、大きな土の塚を作り、陶器に絵付けを施していた。原因は不明だが後にいなくなった。チェロキー、チカソー、ショーニー族など他のネイティヴ・アメリカンが入ってきてここで狩りをするようになった。

## 最初のヨーロッパ人
16世紀、スペイン人のエルナンド・デ・ソトは探検で訪れたが、入植には至らなかった。フランス人毛皮貿易商人が中部テネシーで最初の商人とされ、1717年頃交易所を創立した。最初の毛皮貿易商人として知られているのはニューオーリンズから来た若い罠猟師のチャールズ・チャールヴィルで、1714年、現在のナッシュビルの塚の上に最初の交易所を建てた。ネイティヴ・アメリカンとの取引により交易は拡大した。チャールヴィルの交易所はその後存続せず、1740年まで再び中部テネシーから白人はいなくなった。この交易所の場所であり、次のフランス人による交易所の場所はナッシュビルの近くにあり、歴史学者には『フレンチ・リック』として知られている。1769年、フランス系アメリカ人猟師ティモシー・デモンブリアンは後にソーファー・デルと呼ばれるようになる自然の硫酸塩泉の近くに罠猟の拠点となる小屋を建てた。

## ナッシュボロー砦
1779年12月25日、クリスマスの日、現在のナッシュビルのダウンタウンの中心地近くのカンバーランド川岸に、ノースカロライナ州北西のワトウガを離れ2ヶ月かけて到着したジェームズ・ロバートソンとジョン・ドネルソン（レイチェル・ジャクソンの父）が最初の恒久的な住民となった。彼らは土地を整備し、木製砦を建てブラフ・ステーションと呼んだ。リチャード・ヘンダーソンはアメリカ革命で功績をあげたフランシス・ナッシュ将軍に因みナッシュボローと名付けることを計画。裁判所でのナッシュボローの呼称の使用は短期間記録されていたが、他の入植者の使用は確認されていない。ワトウガに居住していた、ロバートソンの友人で同志のジョン・ドネルソンと女性や子供を含む約60家族が30隻の平底船やいくつかの丸太船でテネシー川を下りカンバーランド川を上り、1780年4月23日に到着した。当時のノースカロライナ州に新しいコミュニティを形成した。1784年、町はノースカロライナ議会により正式にナッシュビルと名付けられた。
町は早急にナッチェス・トレイスの北端に後に鉄道ハブとなる綿花センターと河川港を開発した。ここはすぐに中部テネシー全体の商業中心地となった。

## アンドリュー・ジャクソン
ノースカロライナ州フランクリン国の消滅後、アレゲーニー山脈からミシシッピ川までの土地が合衆国政府に割譲された。1796年、合衆国政府によりこの土地はテネシー州として承認された。当時のナッシュビルはまだ広大な荒地の中の小さな植民地であったが、その中心的位置及び地位から州の政治、商業、経済、宗教の中心地として州都に適していた。ナッシュビルの弁護士で政治家でもあったアンドリュー・ジャクソンは米英戦争のホースシュー・ベンドの戦いでのインディアンとニューオーリンズの戦いで侵略してきたイギリス軍を打ち負かし、テネシー州市民軍の戦闘スキルの大部分に貢献し国民の英雄となった。ジャクソンは西部の英雄となり、市民軍の繋がりから強い政治基盤を確立し、1828年、アメリカ合衆国大統領に選出された。

## テネシー州都
1806年、ナッシュビルは市として認定された。30年以上後の1843年10月7日、テネシー州の恒久的な州都として選出された。テネシー中のいくつかの都市が候補に上がり投票をした結果、ナッシュビルとシャーロットの一騎討ちとなり、わずか1票差でナッシュビルに決定した。それまでは西部テネシーのキングストン(1日のみ)やノックスビル、ナッシュビルと同じ中部テネシーのマーフリーズボロが一時的に州都だったこともある。
1845年から1859年の14年をかけてテネシー州会議事堂の建設が行われた。ペンシルベニア州フィラデルフィアの建築家ウィリアム・ストリックランドがギリシア建築のイオニア式の聖堂をモデルに設計した。また、1929年に建築された、ジョージア王朝風建造物であるテネシー州知事公邸がある。

## 南北戦争
1861年6月24日、テネシー州はアイシャム・G・ハリス知事が「テネシー州と連邦政府の繋がりは全くなくなり、テネシー州は自由となり独立した。全ての義務から、アメリカ合衆国の連邦政府との繋がりから自由となったのだ。」と宣言しアメリカ連合国に加盟した最後の州となった。ナッシュビルはすぐに北軍の標的となった。カンバーランド川の積み出し港として、また州都としての重要性が彼らを駆り立てたのであった。
1862年2月16日、ドネルソン砦が落ちたため州議会は会議を開催した。連邦政府のナッシュビル占拠はすぐに北軍少将ドン・カルロス・ビューエルに引き継がれた。月末、ナッシュビルは北軍に負けた最初の州都となった。ハリス知事はメンフィスで議会を開くことを宣言し、行政府ごとメンフィスに移動した。その間エイブラハム・リンカーン大統領はテネシー州軍政長官アンドリュー・ジョンソンを次期大統領に指名。行政府をナッシュビルに戻した。南部連合は暴動を起こし、ゲリラ攻撃が頻発した。
1864年12月2日、テネシー州の名称を由来とする南部連合テネシー州軍(テネシー川の名称を由来とする北軍のテネシー軍とは別)はナッシュビル南部に集結し、北軍に対抗するための要塞を築いた。長期間の孤立の後、12月15日、北軍が攻撃しナッシュビルの戦いが始まった。数で劣る南軍は完敗し、テネシー川のある南方に撤退した。
南北戦争中、避難民達は戦争関連の基地、倉庫、病院などで求人が多く、さらに他の郊外に比べとても安全であったナッシュビルに流れ込んだ。連邦主義者と連合主義者の双方、また解放奴隷や逃亡奴隷、北部から来た実業家などが殺到した。短期滞在者が急増したナッシュビルは赤線地区としても繁盛した。北軍は兵士を性病から守るため、売春婦に認可の取得と身体検査の規制を制定した。軍による管理が終わると同時に規制も解かれた。
南軍の地下組織は武器、薬、情報を密輸し、捕虜の逃亡を助け、スパイと情報交換したりしていた。

## 南北戦争後
南北戦争の後、ナッシュビルは交易の重要拠点として急激に繁栄した。人口は1860年の16,988名から1900年の80,865に上昇した。
1897年、ナッシュビルはテネシー州制100周年万国博覧会を主催し、国際博覧会でテネシー州の州制100周年を祝った。このイベントのためにアテネのパルテノン神殿の原寸大レプリカが建てられ、現在もセンテニアル・パークの中心部に位置している。
セオドア・ルーズベルトの陣営が訪問した際のエピソードがある。ルーズベルト大統領はナッシュビルを訪れマックスウェル・ハウス・ホテルに宿泊した。経営者のジョエル・チークがホテルのレストランでスペシャル・ブレンドのコーヒーを提供し、ルーズベルト大統領がこのコーヒーを飲み終えると「最後の1滴まで美味しい」と評し、その後チークはすぐにゼネラル・フーズにこのコーヒーを売り込み、マックスウェル・ハウスのコーヒーは今も何百万もの人々に愛されている。
1918年7月9日、ナッシュビルで到着列車が、出発する特急列車に衝突し1918年列車大事故が起こり101名が死亡。アメリカ史上多数の死者を出した列車事故の1つとなった。
1920年8月、婦人参政権を認めるアメリカ合衆国憲法修正第19条をテネシー州も承認。
1941年3月1日、ナッシュビルでW47NV (現在WSM-FMとして知られる) の操業が始まり、アメリカ国内で最初のFMラジオ放送局となった。

## 第二次世界大戦以降現代
第二次世界大戦後、ロイ・エイカフ(1903年～1992年)などの音楽興行主がナッシュビルをカントリー・ミュージックの中心地として形成していった。1938年、エイカフはグランド・オール・オープリーに参加。1940年代、彼のミュージシャンとしての人気は徐々に下降していったが、40年近くオープリーの重鎮及び興行主として活躍した。1942年、彼は共同でナッシュビル基盤の最初の大きな出版会社エイカフ＝ローズ・ミュージックを創立した。ブロードウェイの二番街での音楽産業、および音楽好きな観光客の拠点として発展していった。
ナッシュビルは公民権運動の中心地となった。1957年、公立学校はダン・メイの提唱する『ステア・ステップ』プラン(階段を1段ずつ上るように)により人種差別をなくすようにしていった。しかし人々はこれに反対し、ハッティ・コットン小学校の爆破事件に発展した。死者は出ず、その後暴力無しで人種差別をなくす計画は徐々に浸透していった。1960年2月13日、何百人もの大学生がナッシュビル学生運動で町中の食堂で人種差別撤廃の抗議の座り込みを行なった。最初は暴力を奮われたり逮捕されたりしたが、地元企業の圧力によりこの抗議は最終的に成功し、人種差別は衰退していった。ナッシュビルでの座り込みの参加者はジェイムス・ベヴェル、ダイアン・ナッシュ、バーナード・ラファイエット、ジョン・ルイスなどがおり、公民権運動に最も影響のある団体の1つである学生非暴力統合委員会を組織するに至った。1961年のナッシュビル・オープン・シアター・ムーヴメントでの活動が最初に記録されており、ジェイムス・ベヴェルが市内の劇場の人種差別撤廃の戦略を練った。
1963年よりナッシュビルは郡と市が合併し大都市圏行政府となっている。1958年に同様の計画が浮上した際は失敗に終わったが、1962年6月28日に行なわれた住民投票ではデイヴィッドソン郡住民の合併への投票者数は上昇した。
1998年4月16日午後3時半頃、1998年ナッシュビル突発性竜巻が発生し、高層ビルの何百もの窓を吹き飛ばし、道路上に落ちた窓を雨が打ち砕くなど深刻な被害をもたらし、約4日間ビジネス街は閉鎖せざるを得なかった。300軒以上の家屋が被害を受け、建設中のアデルフィア・コロシアム(現LPフィールド)のクレーン3基が倒壊した。1名が死亡。アメリカ史上、都市部で起こった竜巻で最も被害額の大きなものの1つとなった。
2000年、ナッシュビル生まれのビル・フリストはアメリカ合衆国上院の院内総務で政界進出。フリストはヴァンダービルト大学病院の移植医であった。
2010年4月30日から5月7日、ナッシュビルとその近郊にテネシー洪水が発生した。
2020年12月25日午前6時半頃、AT&Tのビル前で駐車中のキャンピングカーが爆発し、3人が負傷した。その影響でテネシー州内の大部分で警察の緊急対応システムが機能しなくなり、ナッシュビル国際空港からの出発便は一時見合わせとなった。

### 一次資料
- Egerton, John and E. Thomas Wood (eds.) (2001). Nashville: An American Self-Portrait. Nashville, Tennessee: Beaten Biscuit Press. ISBN 0-9706702-1-4
- Duke, Jan (2005). Historic Photos of Nashville. Nashville, Tennessee: Turner Publishing. ISBN 978-1-59652-184-1
- Haugen, Ashley Driggs (2009). Historic Photos of Nashville in the 50s, 60s and 70s. Nashville, Tennessee: Turner Publishing. ISBN 978-1-59652-539-9
- McGuire, Jim (2007). Historic Photos of the Opry: Ryman Auditorium 1974. Nashville, Tennessee: Turner Publishing. ISBN 978-1-59652-373-9
- Singleton's Nashville business directory for 1865, Nashville: Singleton, (1865)